# Antheuella incana
Antheuella incana är en fjärilsart som beskrevs av Antonius Johannes Theodorus Janse. Antheuella incana ingår i släktet Antheuella och familjen tandspinnare. Inga underarter finns listade i Catalogue of Life.